# Макаревич, Константин Григорьевич
Константи́н Григо́рьевич Макаре́вич (25 января 1922, Шадринск, Екатеринбургская губерния — 17 июня 2017, Алма-Ата) — советский и казахстанский гляциолог. Внёс существенный научный вклад в развитие и популяризацию гляциологии. С 1956 по 1992 гг. возглавлял советскую гляциологическую экспедицию на леднике Туюксу и являлся основателем гляциологической станции «Туюксу Т1». Более 20 лет являлся официальным представителем Советского Союза во Всемирной службе мониторинга ледников (WGMS). Автор более 200 научных статей, монографий, страноведческих и автобиографических книг и очерков. Его именем названы два ледника и два перевала в Заилийском и Джунгарском Алатау. Ветеран Великой Отечественной войны, капитан.

## Биография
Родился 25 января 1922 года в городе Шадринске Шадринского уезда Екатеринбургской губернии, ныне — город областного подчинения Курганской области. Отец, Григорий Никитич, работал главным технологом пищевой промышленности, занимался внешнеторговыми поставками; мать, Лидия Николаевна, была бухгалтером-экономистом.
Через несколько лет семья перебралась в Свердловск (ныне Екатеринбург). Учился в городской школе, затем в горно-металлургическом техникуме по специальности «обогащение полезных ископаемых». Активно занимался разными видами спорта, играл вратарем за футбольную команду свердловского «Спартака», посещал туристско-альпинистскую секцию. Получил значок Отличника ГТО.
Окончание техникума прервалось призывом в армию в октябре 1941 года. Армейскую подготовку в 1941 году проходил в 20-й воздушно-десантной бригаде на территории Республики Немцев Поволжья (АССРНП), был ротным химинструктором. После расформирования бригады направлен в 26-ю отдельную курсантскую бригаду, где служил командиром огнемётного взвода, воевал на Калининском фронте, участвовал в битве за Москву. Огнемёты были малоэффективны и взвод стал пехотным. К. Г. Макаревич был направлен на корпусные, а затем на армейские курсы офицеров-артиллеристов. Окончил 1-е Киевское краснознаменное артиллерийское училище в Красноярске, стал командиром взвода разведки 837-го артиллерийского полка 307-й стрелковой дивизии. Участвовал в Великолукской наступательной операции, Курской битве, Белорусской операции, освобождении Польши, Кёнигсбергской операции. Участвовал в 13 рейдах по сопровождению дивизионных групп разведчиков. Был награждён двумя орденами Красной Звезды, двумя орденами Отечественной войны II степени, медалями, в том числе «За взятие Кёнигсберга». Закончил свою фронтовую биографию в звании лейтенанта.
21 марта 2000 года Министерством обороны Республики Казахстан присвоено звание капитан. Книга воспоминаний К. Г. Макаревича под названием «Об участии в Великой Отечественной войне 1941—1945 гг» вышла в 2015 году, приуроченная к 70-летию Великой Победы. В 2016 году вышла вторая редакция мемуаров.
В 1944 году вступил в ВКП(б), в 1952 году партия переименована в КПСС. 
После демобилизации из армии вернулся в техникум, а в 1946 году продолжил учёбу в Уральском государственном университете им. А. М. Горького в Свердловске сначала на физмате, а затем на географическом факультете. После окончания университета получил предложение продолжить учёбу в аспирантуре Академии Наук Казахской ССР. В марте 1956 года защитил кандидатскую диссертацию по оценке талых вод ледников бассейна реки Лепсы, впервые рассчитав режимные характеристики ледников по данным наблюдений за температурным режимом на горных метеостанциях. Данный метод расчёта стал широко применяться лишь спустя 10 лет.
Более 40 лет — начальник экспедиций и руководитель исследований по Международным геофизическим проектам (МГП) и программам колебаний ледников Международного гидрологического года (МГГ), Международной гидрологической декады (МГД). С 1965 по 1974 год возглавлял исследования ледников горно-ледникового бассейна по программам МГД. Осенью 1992 г. в последний раз участвовал в ледниковой экспедиции. В 2007 году опубликовал книгу «Методические аспекты исследований баланса массы и колебаний горных ледников», являющаяся кратким руководством по постановке и проведению полевых наблюдений и лабораторному анализу данных. До 2015 года, когда ему было уже 94 года, работал ведущим научным сотрудником ТОО «Институт географии» АО "ННТХ «Парасат» Министерства образования и науки Республики Казахстан.
Со своей женой Валентиной Георгиевной Макаревич (в дев. Старченко) встретился в альплагере Талгар в 1950 году. Валентина была работником тыла во время Великой Отечественной войны, работала преподавателем химии в Высших учебных заведениях. В браке прожили 66 лет, у них родились двое детей — Андрей и Алиса.
Скончался 17 июня 2017 года. Похоронен на городском кладбище на проспекте Рыскулова Жетысуского района города Алма-Аты.

### Альпинистская деятельность
Макаревич совершил более тридцати восхождений, восемь из которых были покорены впервые, оставаясь в то время «белыми пятнами» на топографических картах. Первый опыт восхождений при альплагере «Цветмет» (ныне «Талгар») на вершину Юбилейная 1Б категории сложности совершен в 1940 году, за что ему был присвоен значок «Альпинист СССР I ступени». В 1946 году, после демобилизации, получил приглашение на позицию стажера-инструктора от начальника альплагеря «Цветмет». По окончании альпинистского сезона возвращался в Свердловск на учёбу с 1948 по 1952 гг., вплоть до окончания университета. За это время совершил многочисленные восхождения на вершины разных категорий трудности.
В г. Алма-Ате установил контакты с Сектором географии АН Казахской ССР (ныне Институт географии МОН РК). Первые практические знания в исследовании ледников были получены при альпинистских восхождениях. Позднее, на базе лагеря «Талгар» (бывш. Цветмет) организовал и провел две спортивно-научные экспедиции: одна в верховья Иссыкского ущелья (1950 год), другая — на ледники Правого Талгара и Жарсая (1952 год). В 1950 году был совершен ряд восхождений на безымянные вершины под руководством Константина Григорьевича, где одной из вершин было дано имя «Пик Восемнадцати» в честь первых восемнадцати первовосходителей, носившая данное название до 1952 года, переименованная в «Пик Кокбулак».
Результаты экспедиций были опубликованы в двух статьях сборников «Побежденные вершины» за 1951 и 1953 годах, изданных в Москве. За восхождение на пик Талгар в 1951 году с юга, с Талгарского перевала 5А категории трудности получил значок «Альпинист СССР II ступени». Проработал инструктором альпинизма в альплагере с 1946 по 1955 год.

### Научно-исследовательская деятельность
На протяжении более чем 40-летней научно-исследовательской деятельности занимался преимущественно изучением баланса массы ледников, считая этот аспект важнейшим направлением в гляциологии. Также он считал, что изучение ледников является важным аспектом национальной безопасности страны, являясь одним из стратегических ресурсов пресной воды в аридных условиях.
В рамках Международного Геофизического Года 1957—1958 гг. (МГГ) был активным инициатором включения гляциологических исследований и сектора гляциологии Института географии в число учреждений для международного обмена данными наблюдений и их публикаций в рамках МГГ. В лице административного и научного руководителя сформировал группу для исследований, состоящую из 35 человек. Содержание проведенных в период МГГ исследований на леднике Туюксу были подробно им изложены в сборнике «Общее описание исследований. Заилийский Алатау» в 1962 году.
К. Г. Макаревич считал, что баланс массы ледника тесно связан с высотой границы питания ледника, на базе чего высчитывал характеристики ледников и прогнозировал влияние климатических факторов на оледенение Тянь-Шаня. На основании многолетних данных об аккумуляции, абляции и баланса массы ледников был сделан важнейший вывод о систематическом сокращении ледников, а также о потенциальной опасности ускорения процесса таяния вследствие усиливающегося антропогенного воздействия. Так, по данным наблюдений с 1957 года ледник потерял около 57 млн м3 льда. По состоянию на 2009 год, согласно расчетам Макаревича, за 50 лет ледник отступил на 700 метров, и при сохранении темпов абляции ледник может исчезнуть уже через 120 лет. Занимался вопросами по усовершенствованию эффективности наблюдений за режимом ледников. Уделял большое внимание вопросам пространственного изменения ледников, внутреннего и внешнего массообмена, разработав радиогеодезический способ получения «экспресс-данных» о скорости изменения массы ледника. Также занимался изучением пульсирующих ледников, к которым им были отнесены ледники Корженевского, Шокальского, Крошка, Кассина, Конституции, Южный Талгар в горной цепи Заилийского Алатау.

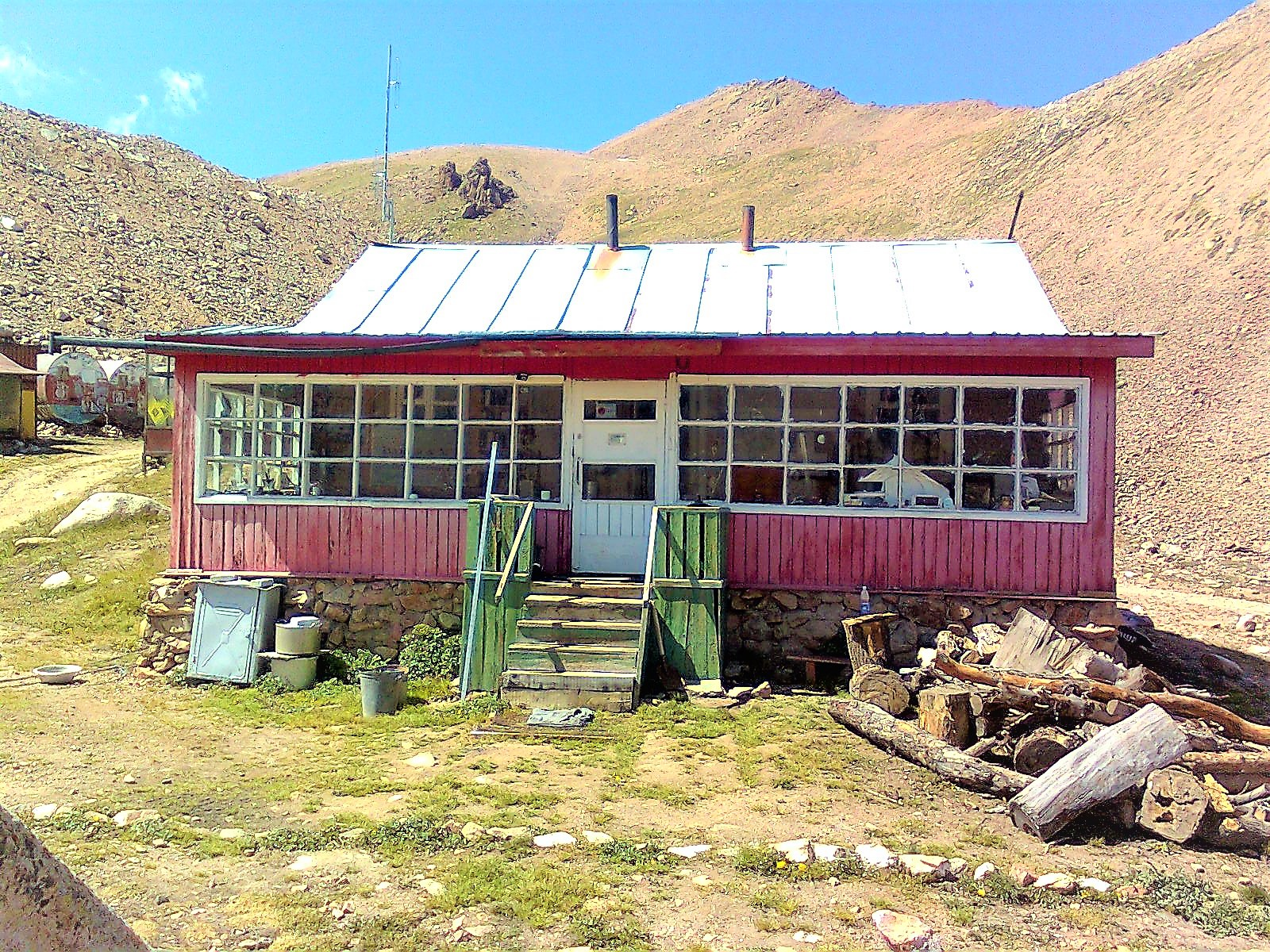
Станция Туюксу Т1. Дом наблюдателей

В 1970-е годы активно участвовал в исследованиях теплофизических свойств искусственно созданного льда на высокогорном катке «Медео». Задачей исследования была возможность поддержания определённой температуры льда для обеспечения оптимального скольжения в меняющихся погодных условиях, а также вопрос влияния солнечной радиации и термическое состояние искусственного льда. Является одним из авторов патента по способу создания ледяного катка Медео.
Особое внимание в исследованиях уделено леднику Центральный Туюксу, ставшему репрезентативным ледником в публикуемых сборниках Всемирной службы мониторинга ледников (Швейцария) для Центрально-азиатского региона. Благодаря его усилиям постоянные исследования на леднике Центральный Туюксу проводятся с 1956 года по настоящее время. Материалы по колебаниям ледников, издаваемые с периодичностью в 5 лет, доступны на сайте Всемирной Службы Мониторинга Ледников. На сайте также доступны бюллетени Баланса массы ледников и Ежегодных исследований за изменениями ледников, издаваемые раз в 2 года.
За вклад в развитие и популяризацию гляциологии его именем названы два ледника: один — в Заилийском Алатау (в верховьях р. Каскелен), другой — в Джунгарском Алатау (в бассейне р. Аксу), а также двум перевалам — в Заилийском (4000 м) и Джунгарском Алатау (3850 м, в верховьях р. Коры Каратальской).

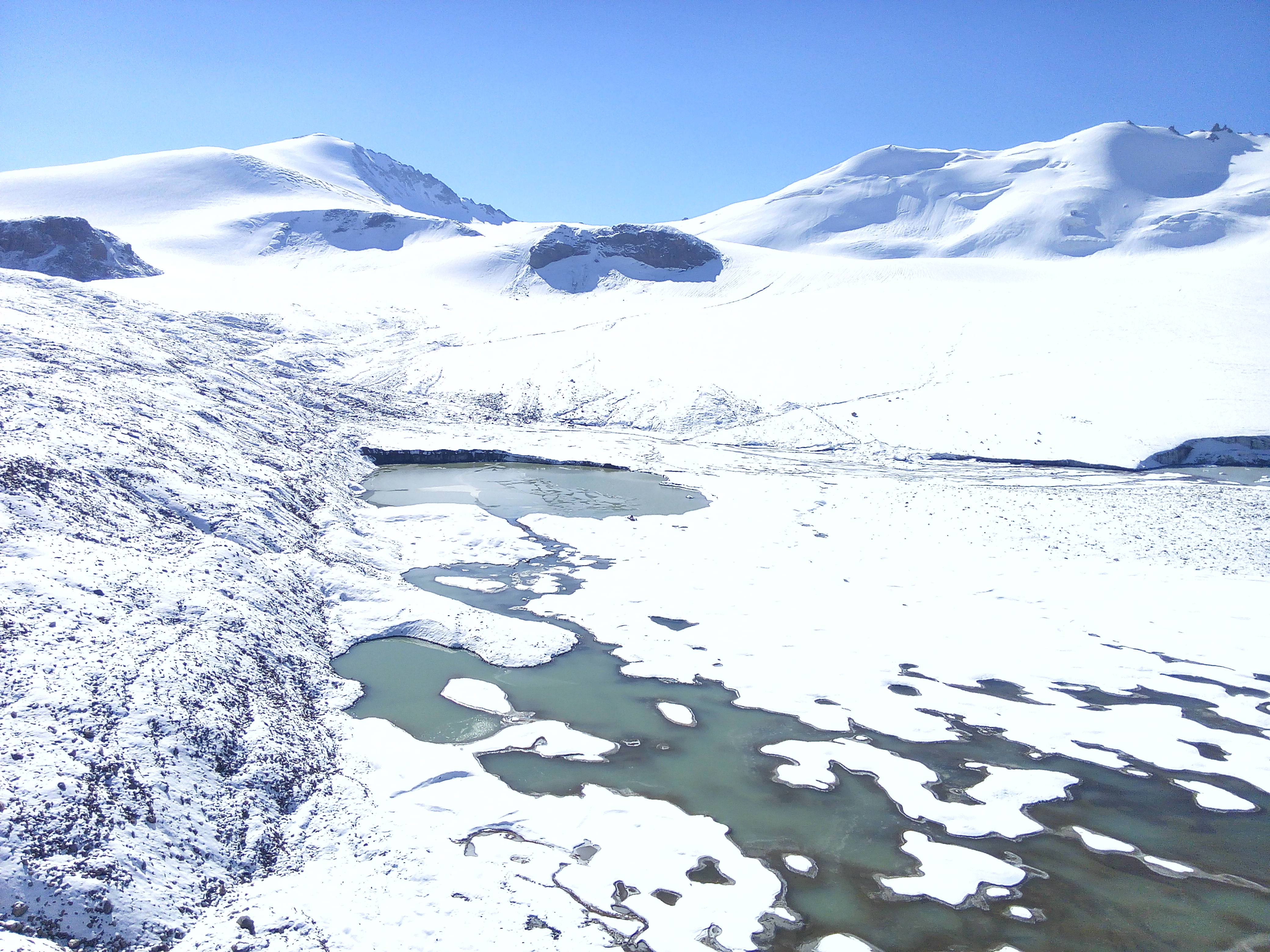
Ледник Макаревича, Каскеленское ущелье, Заилийский Алатау, 2016 г.

#### Научно-общественная деятельность в период с 1956 г. по 1992 г[3][6].
- 20 лет представлял Советский Союз в Мировой службе мониторинга ледников (WGMS);
- Член секции гляциологии и председатель Рабочей группы по колебаниям ледников и член Рабочей группы по МГД;
- Член Гляциологической ассоциации СНГ;
- Редактор сборников по географии и гляциологии Казахстана;
- Член редколлегии научного журнала «Материалы Гляциологических Исследований»;
- Член редколлегии Атласа Казахской ССР, т. 1 «Природные условия и ресурсы»;
- Член редколлегии Атласа снежно-ледовых ресурсов мира по разделу «Колебания ледников»;
- Член Ученого Совета Института географии Академии Наук Казахской ССР;
- Активно участвовал в подготовке обоснования к преобразованию Отдела географии в Институт географии АН КазССР;
- Член научно-технического Совета Казглавселезащиты;
- Непосредственный организатор нескольких Всесоюзных и Международных симпозиумов и семинаров по гляциологии в г. Алма-Ате (Алматы);
- Участник международных симпозиумов и семинаров в СССР, Франции, Англии, Швейцарии, Китае, России.

### Научно-популярная и литературная деятельность
Одним из самых значимых научно-популярных трудов жизни стала автобиографическая книга — «Жизнь, посвящённая ледникам», вышедшая в свет в 2004 году, второе издание вышло в 2016 году. Также один из последних научно-популярных трудов стал «Фотоатлас ледников Иле Алатау (Заилийский Алатау, Северный Тянь-Шань)», вышедший в свет в 2011 году и претерпевший 3 переиздания, в котором содержатся ретроспективные фотографии ледников Тянь-Шаня, отражающие состояние оледенения в данном регионе с начала XX века. Некоторые из снимков Макаревича опубликованы в буклете, посвященному проекту «Музыка ледника».
Помимо научной деятельности, написал мемуары «Воспоминания об участии в Великой Отечественной войне 1941—1945 гг», посвященные военному периоду. В 2001 году написал книгу-эссе о немецкой жизни «Ах, Берлин», спустя год выпустил доработанный вариант под названием «Берлин глазами путешественника» в соавторстве со своей дочерью — Уваровой Алисой Константиновной. Является автором очерка «Гимн Лошади», посвященный бесценной помощи лошадей в освоении высокогорья, опубликованный в одном из выпусков «Материалы Гляциологических Исследований (МГИ)».
В 2014 году вышла в свет книга под названием «Жизнь ледника Туюксу. Прошлое, настоящее и будущее», в которой приводятся данные полувекового наблюдения за ледником, его режим, изменения морфометрических показателей, гидрологического режима и внешнего и внутреннего массообмена, а также рекреационная оценка ледникового бассейна.

## Награды
- Орден Отечественной войны II степени, дважды:
  - № 336670 11 апреля 1945 года[15];
  - № 1757093, 6 апреля 1985 года[16]
- Орден Красной Звезды, дважды:
  - № 836505, 3 сентября 1944 года[17];
  - № 2510201, 9 апреля 1945 года[18]
- медали, в том числе
  - Медаль «10 лет Астане» № 11719
  - Юбилейная медаль «За доблестный труд. В ознаменование 100-летия со дня рождения Владимира Ильича Ленина», 10 июня 1970 года
  - Медаль «За победу над Германией в Великой Отечественной войне 1941—1945 гг.»
  - Юбилейная медаль «70 лет Победы в Великой Отечественной войне 1941—1945 гг.», 2 апреля 2015 года[19]
  - Медаль «За взятие Кёнигсберга»
  - Медаль «Ветеран труда», 2 декабря 1983 года
- Победитель социалистического соревнования 1973 года, от имени Президиума АН КазССР
- Альпинист СССР I ступени, 1940 год
- Альпинист СССР II ступени, 1951 год
- Знак «25 лет победы в Великой Отечественной войне»
- Знак «Фронтовик 1941—1945»
- Памятный знак «70 лет Курской битвы», администрация Курской области
- Ледник Макаревича в Каскеленскоv ущелье Заилийского Алатау (в верховьях р. Каскелен)  — 42°56′40″ с. ш. 76°44′00″ в. д.HGЯO
- Ледник Макаревича в Джунгарском Алатау (в бассейне р. Аксу)
- Перевал  Макаревича в Заилийском Алатау (4000 м) — 42°56′16″ с. ш. 76°44′23″ в. д.HGЯO
- Перевал  Макаревича в  Джунгарском Алатау (3850 м, в верховьях р. Коры Каратальской) — 44°58′03″ с. ш. 79°29′44″ в. д.HGЯO